# A Horthy-korszak díszművei
Az alábbi lista a Horthy-korszak időszakában kiadott magyar nyelvű, díszes kötéssel, igényes szedéssel, általában illusztrációkkal, mellékletekkel ellátva jó minőségű papírra nyomott úgynevezett díszműveket sorolja fel.

## Történelmi művek
| Kép | Szerző                | Cím                                                                     | Kötetszám | Kiadó                                         | Megjelenési hely | Megjelenési idő |
| --- | --------------------- | ----------------------------------------------------------------------- | --------- | --------------------------------------------- | ---------------- | --------------- |
|     | több szerző           | A Műveltség Útja                                                        | 15        | Tolnai Nyomdai Műintézet és Kiadóvállalat Rt. | Budapest         | 1920-as évek    |
|     | szerk. Lándor Tivadar | A nagy háború írásban és képben                                         | 7         | Athenaeum Irodalmi és Nyomdai Rt.             | Budapest         | 1915–1926       |
|     | H. G. Wells           | A világtörténet alapvonalai                                             | 1         | Genius Könyvkiadó Rt.                         | Budapest         | 1925            |
|     | szerk. Pilch Jenő     | A világháború története                                                 | 1         | Franklin Irodalmi és Nyomdai Rt.              | Budapest         | 1928            |
|     | több szerző           | Magyarország történelme... Vereckétől napjainkig                        | 5         | Franklin Irodalmi és Nyomdai Rt.              | Budapest         | 1929            |
|     | szerk. Pilch Jenő     | Hadifogoly magyarok története                                           | 2         | Athenaeum Irodalmi és Nyomdai Rt.             | Budapest         | 1930            |
|     | szerk. Pilch Jenő     | A magyar katona vitézségének ezer éve                                   | 2         | Franklin Irodalmi és Nyomdai Rt.              | Budapest         | 1933            |
|     | több szerző           | Egyetemes történet                                                      | 4         | Magyar Szemle                                 | Budapest         | 1935–1937       |
|     | Pilch Jenő            | A hírszerzés és kémkedés története                                      | 3         | Franklin Irodalmi és Nyomdai Rt.              | Budapest         | 1936            |
|     | Miklós Imre           | A magyar vasutasság oknyomozó történelme. A legelső vasúttól napjainkig | 1         | Kapisztrán Nyomda                             | Vác              | 1937            |
|     | több szerző           | Magyar művelődéstörténet                                                | 5         | Magyar Történelmi Társulat                    | Budapest         | 1939–1942       |

## Földrajzi művek
| Kép | Szerző        | Cím                             | Kötetszám | Kiadó                                             | Megjelenési hely | Megjelenési idő |
| --- | ------------- | ------------------------------- | --------- | ------------------------------------------------- | ---------------- | --------------- |
|     | Cholnoky Jenő | A Föld                          | 2         | Franklin Irodalmi és Nyomdai Rt.                  | Budapest         | 1926            |
|     | Cholnoky Jenő | A Föld és élete                 | 6         | Franklin Irodalmi és Nyomdai Rt.                  | Budapest         | 1930            |
|     | Cholnoky Jenő | A Föld titkai                   | 5         | Singer és Wolfner Irodalmi Intézet Rt.            | Budapest         | 1930–1932       |
|     | több szerző   | Magyar föld, magyar faj         | 4         | Királyi Magyar Egyetemi Nyomda                    | Budapest         | 1936–1938       |
|     | több szerző   | A Föld felfedezői és meghódítói | 5         | Révai Testvérek Irodalmi Intézet Részvénytársaság | Budapest         | 1938            |

## Közgazdasági művek
| Kép | Szerző      | Cím                                 | Kötetszám | Kiadó                     | Megjelenési hely | Megjelenési idő |
| --- | ----------- | ----------------------------------- | --------- | ------------------------- | ---------------- | --------------- |
|     | több szerző | Magyar Nemzetgazdasági Enciklopédia | 3         | Sárik Gyula könyvnyomdája | Budapest         | 1935            |

## Vallásos művek
| Kép | Szerző            | Cím                                                               | Kötetszám | Kiadó             | Megjelenési hely | Megjelenési idő |
| --- | ----------------- | ----------------------------------------------------------------- | --------- | ----------------- | ---------------- | --------------- |
|     | Révay József      | Zarándokút a szenthelyekre                                        | 1         | Franklin Társulat | Budapest         | 1928            |
|     | Révay József      | Árpádok virága – Szent Imre herceg                                | 1         | Franklin Társulat | Budapest         | 1929            |
|     | Szimonidesz Lajos | A világ vallásai                                                  | 2         | Franklin Társulat | Budapest         | 1930 körül      |
|     | több szerző       | Képes Szent Biblia                                                | 1         | Franklin Társulat | Budapest         | 1931            |
|     | Révay József      | Szentek legendái                                                  | 1         | Franklin Társulat | Budapest         | 1933            |
|     | Lévay Mihály      | A boldogságos Szűz Mária élete, tisztelete, szenthelyei, legendái | 1         | Franklin Társulat | Budapest         | 1934            |
|     | Lévay Mihály      | A katolikus hittérítés története                                  | 2         | Franklin Társulat | Budapest         | 1937            |
|     | több szerző       | Az egyház szentjei                                                | 1         | Palladis Rt.      | Budapest         | 1940            |
|     | több szerző       | Újszövetségi Szentírás                                            | 1         | Palladis Rt.      | Budapest         | 1940?           |

## Orvostudományi művek
| Kép | Szerző            | Cím                                                  | Kötetszám | Kiadó                                         | Megjelenési hely | Megjelenési idő |
| --- | ----------------- | ---------------------------------------------------- | --------- | --------------------------------------------- | ---------------- | --------------- |
|     | több szerző       | Orvosi tanácsadó egészséges és beteg emberek számára | 1         | Enciklopédia Rt.                              | Budapest         | 1920-as évek    |
|     | több szerző       | Az egészség enciklopédiája                           | 1         | Enciklopédia Rt.                              | Budapest         | 1926            |
|     | több szerző       | A család egészsége                                   | 1         | Dante Könyvkiadó                              | Budapest         | 1928            |
|     | több szerző       | A család tanácsadója                                 | 1         | Dante Könyvkiadó                              | Budapest         | 1930            |
|     | Varró Aladár Béla | Gyógynövények mint háziszerek                        | 1         | Dante Könyvkiadó                              | Budapest         | 1931            |
|     | több szerző       | Orvos a családban                                    | 10        | Tolnai Nyomdai Műintézet és Kiadóvállalat Rt. | Budapest         | 1940–1945 körül |

## Biológiával kapcsolatos művek
| Kép | Szerző                                            | Cím                             | Kötetszám | Kiadó            | Megjelenési hely | Megjelenési idő |
| --- | ------------------------------------------------- | ------------------------------- | --------- | ---------------- | ---------------- | --------------- |
|     | Lambrecht Kálmán                                  | Az ősember                      | 1         | Dante Könyvkiadó | Budapest         | 1930            |
|     | Lambrecht Kálmán                                  | Az ősállatok. Az ősember elődei | 1         | Dante Könyvkiadó | Budapest         | 1927            |
|     | H. G. Wells – Julian Huxley – George Philip Wells | Az élet csodái                  | 3         | Pantheon-kiadás  | Budapest         | 1928            |

## Sporttal kapcsolatos művek
| Kép | Szerző      | Cím                    | Kötetszám | Kiadó            | Megjelenési hely | Megjelenési idő |
| --- | ----------- | ---------------------- | --------- | ---------------- | ---------------- | --------------- |
|     | több szerző | A sport enciklopédiája | 2         | Enciklopédia Rt. | Budapest         | 1928            |

## Szépirodalmi művek
| Kép | Szerző         | Cím                                                        | Kötetszám | Kiadó                          | Megjelenési hely | Megjelenési idő |
| --- | -------------- | ---------------------------------------------------------- | --------- | ------------------------------ | ---------------- | --------------- |
|     | Harsányi Lajos | A Szent Asszony – Magyarországi Szent Erzsébet életregénye | 1         | Pallas Irodalmi és Nyomdai Rt. | Budapest         | 1928            |
|     | Harsányi Lajos | Isten leventéje – Regény Szent Imre herceg korából         | 1         | Palladis Rt.                   | Budapest         | 1930            |
|     | Harsányi Lajos | Az elragadott herceg – Szent Imre herceg életregénye       | 1         | Hornyánszky V. Könyvnyomdája   | Budapest         | 1930            |
|     | Harsányi Lajos | A nem porladó kezű király                                  | 1         | Szent István Társulat          | Budapest         | 1933            |

## Egyéb témakörök
| Kép | Szerző      | Cím       | Kötetszám | Kiadó            | Megjelenési hely | Megjelenési idő |
| --- | ----------- | --------- | --------- | ---------------- | ---------------- | --------------- |
|     | több szerző | Műveltség | 7?        | Dante Könyvkiadó | Budapest         | 1930-as évek    |